# Garches
Pour l’article ayant un titre homophone, voir Garche.
Garches (prononcé [ɡaʁʃ ] ; ) est une commune française du département des Hauts-de-Seine en région Île-de-France.
La commune est bourgeoise et résidentielle, comprenant de nombreux pavillons.
Garches est connue par de nombreux accidentés de la route, pour l'hôpital Raymond-Poincaré de réputation internationale, spécialisé en traumatologie, accidents de la route et en rééducation des personnes physiquement handicapées.

## Géographie

### Localisation

Situation de Garches dans la Petite couronne parisienne.

Garches est une commune de la banlieue ouest de Paris située sur les coteaux de la rive gauche de la Seine, à l’orée du Domaine national de Saint-Cloud.
Garches est distante à vol d’oiseau de 5,3 kilomètres de la Porte d’Auteuil et de la Porte de Saint-Cloud qui sont les deux portes parisiennes, du 16e arrondissement, les plus proches de la commune. Elle est également située à 12,1 kilomètres à l'ouest de la Cathédrale Notre-Dame de Paris.
La ville de Garches est localisée au milieu de l’arc de cercle formé par le département des Hauts-de-Seine. Garches a la particularité de ne pas être limitrophe d'un autre département de la région Île-de-France, comme huit des trente-cinq autres communes alto-séquanaises.
La superficie communale de Garches est de 273 ha (2,73 km2), ce qui fait d’elle la neuvième plus petite commune du département des Hauts-de-Seine.
Garches est une commune ceinturée d’espaces verts. Le Domaine national de Saint-Cloud longe la ville sur toute sa longueur sud tandis qu’une partie nord de la ville est délimitée par les golfs de Saint-Cloud et de Paris. Garches est aussi située à proximité de la Forêt domaniale de La Malmaison à l’ouest de la ville.   
La commune est également localisée à proximité de l’autoroute A13, un axe majeur de communication entre Paris et la Normandie. Cette autoroute sépare Garches du Domaine de Saint-Cloud.

### Communes limitrophes
Les communes limitrophes de Garches sont Marnes-la-Coquette, Rueil-Malmaison, Saint-Cloud et Vaucresson. Toutes ces communes sont situées dans le département des Hauts-de-Seine. 
| Rueil-Malmaison    | Rueil-Malmaison       | Saint-Cloud           |
| Vaucresson         | Garches               | Saint-Cloud           |
| Marnes-la-Coquette | Saint-Cloud (Domaine) | Saint-Cloud (Domaine) |

### Géologie et relief
La commune est située sur le versant d'un coteau, entre le parc de Saint-Cloud et le bois de Saint-Cucufa.
L'altitude de Garches  est de 98 m pour le point le plus bas, à l'angle de la rue Porte-Jaune et CD 907 et 162 m pour le point le plus élevé, Cité Poincaré (allée de la Marche).

### Hydrographie

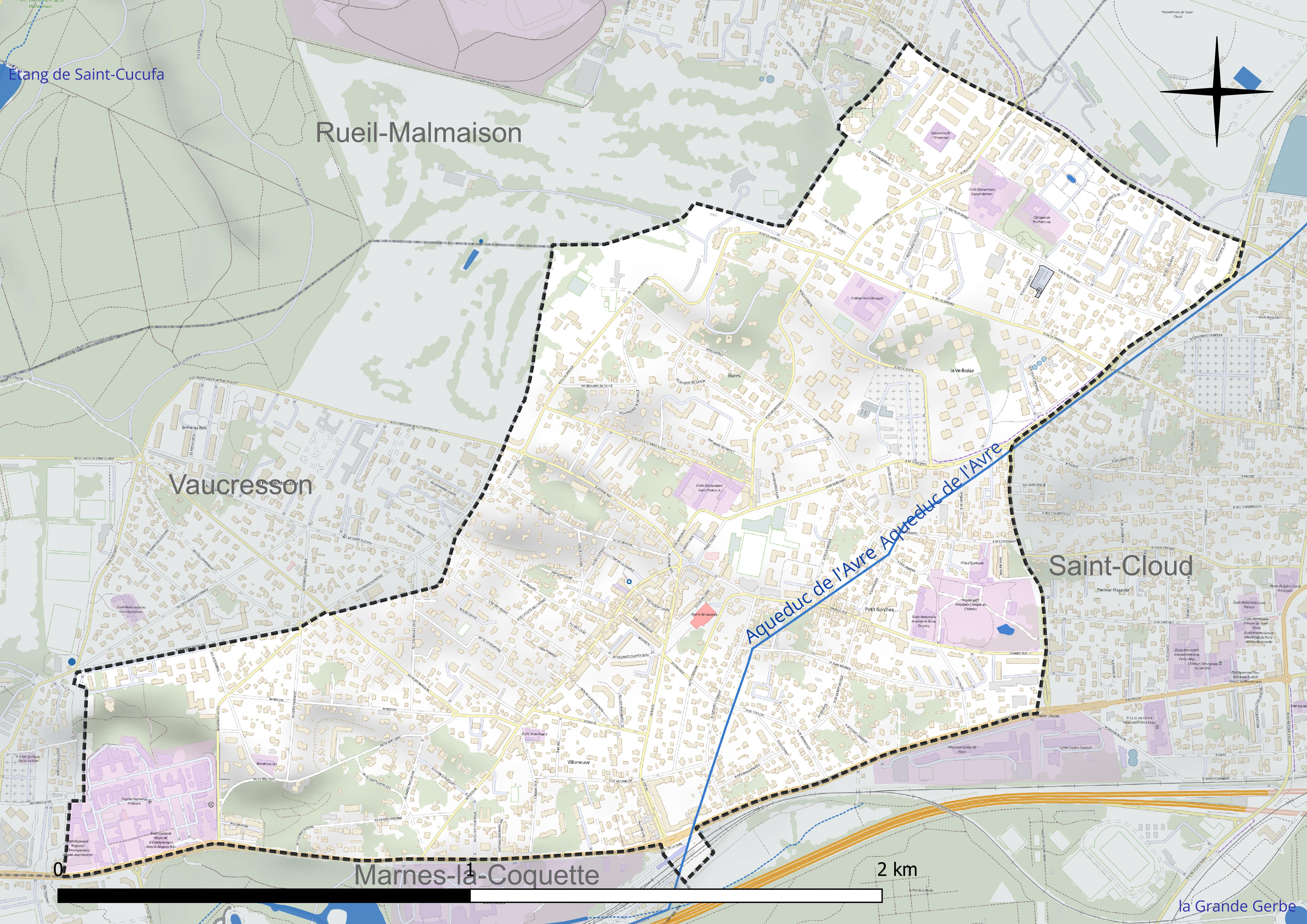
Carte hydrographique de la commune.

La commune n'est drainée par aucune rivière.
L'aqueduc de l'Avre, qui alimente la ville de Paris en eau potable, inauguré en 1893, traverse le territoire communal.

### Climat
Pour des articles plus généraux, voir Climat de l'Île-de-France et Climat des Hauts-de-Seine.
En 2010, le climat de la commune est de type climat océanique dégradé des plaines du Centre et du Nord, selon une étude du CNRS s'appuyant sur une série de données couvrant la période 1971-2000. En 2020, Météo-France publie une typologie des climats de la France métropolitaine dans laquelle la commune est exposée à un climat océanique altéré et est dans la région climatique Sud-ouest du bassin Parisien, caractérisée par une faible pluviométrie, notamment au printemps (120 à 150 mm) et un hiver froid (3,5 °C).
Pour la période 1971-2000, la température annuelle moyenne est de 11,3 °C, avec une amplitude thermique annuelle de 15 °C. Le cumul annuel moyen de précipitations est de 652 mm, avec 11,1 jours de précipitations en janvier et 7,9 jours en juillet. Pour la période 1991-2020, la température moyenne annuelle observée sur la station météorologique la plus proche, située sur la commune de Toussus-le-Noble à 12 km à vol d'oiseau, est de 11,5 °C et le cumul annuel moyen de précipitations est de 677,0 mm,. Pour l'avenir, les paramètres climatiques de la commune estimés pour 2050 selon différents scénarios d'émission de gaz à effet de serre sont consultables sur un site dédié publié par Météo-France en novembre 2022.

## Urbanisme

### Typologie
Au 1er janvier 2024, Garches est catégorisée grand centre urbain, selon la nouvelle grille communale de densité à sept niveaux définie par l'Insee en 2022.
Elle appartient à l'unité urbaine de Paris, une agglomération inter-départementale regroupant 407  communes, dont elle est une commune de la banlieue,,. Par ailleurs la commune fait partie de l'aire d'attraction de Paris, dont elle est une commune du pôle principal,. Cette aire regroupe 1 929 communes,.

### Occupation des sols

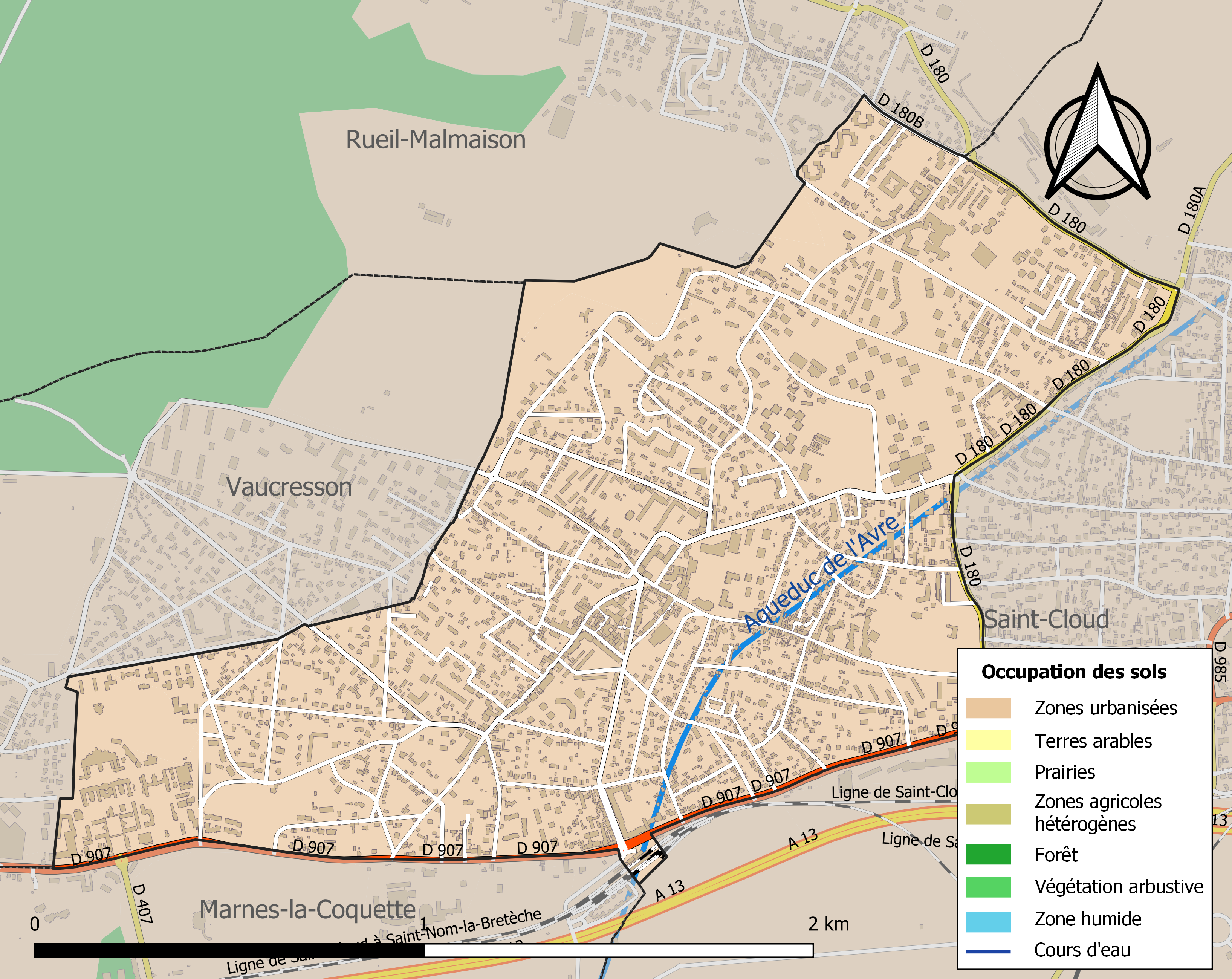
Carte des infrastructures et de l'occupation des sols de la commune en 2018 (CLC).

La superficie de la commune est de 273 ha, occupés à 54,7 % par des espaces verts, soit une moyenne de 82 m2 par habitant[réf. nécessaire].
| Type d'occupation           | Pourcentage | Superficie (en hectares) |
| --------------------------- | ----------- | ------------------------ |
| Espace urbain construit     | 85,63 %     | 233,80                   |
| Espace urbain non construit | 14,37 %     | 39,23                    |
| Espace rural                | 0,00 %      | 0,00                     |
| Source : Iaurif             |             |                          |

L’Insee découpe la commune en huit îlots regroupés pour l'information statistique (IRIS), soit Buzenval, La Verboise, Les Bures, Côte Saint-Louis, Mairie, Petit Garches, Porte-Jaune et Poincaré.

### Habitat et logement
En 2021, le nombre total de logements dans la commune était de 8 513, alors qu'il était de 8 290 en 2015 et de 8 233 en 2010.
Parmi ces logements, 92 % étaient des résidences principales, 1,5 % des résidences secondaires et 6,5 % des logements vacants. Ces logements étaient pour 23,7 % d'entre eux des maisons individuelles et pour 74,2 % des appartements.
Le tableau ci-dessous présente la typologie des logements à Garches en 2020 en comparaison avec celle des Hauts-de-Seine et de la France entière. Une caractéristique marquante du parc de logements est ainsi une proportion de résidences secondaires et logements occasionnels (1,5 %) inférieure à celle du département (3,9 %) et à celle de la France entière (9,7 %). Concernant le statut d'occupation de ces logements, 57,2 % des habitants de la commune sont propriétaires de leur logement (58,7 % en 2015), contre 43 % pour les Hauts-de-Seine et 57,5 % pour la France entière.
| Typologie                                               | Garches | Hauts-de-Seine | France entière |
| ------------------------------------------------------- | ------- | -------------- | -------------- |
| Résidences principales (en %)                           | 92      | 89,6           | 82,2           |
| Résidences secondaires et logements occasionnels (en %) | 1,5     | 3,9            | 9,7            |
| Logements vacants (en %)                                | 6,5     | 6,6            | 8,1            |

En 2019, la commune ne respecte pas les obligations qui lui sont faites par l'article 55 de la loi SRU de 2000, qui lui font obligation de disposer d'au moins 25 % de logements sociaux par rapport à son parc de résidences principales. Compte tenu de son taux de 22,56 % en 2019, sensiblement stable depuis 2008, la commune est astreinte au paiement en 2020 d'une pénalité financière de 66 518,40 €.

### Voies de communication et transports

#### Voies routières
La commune est traversée par plusieurs routes départementales : la D 180, la D 180A, la D 180B et la D 907. La D 180 part du flanc sud-est de l'Hippodrome de Saint-Cloud, au niveau du carrefour entre les rues de Buzenval, de la Porte Jaune et du Camp Canadien, et aboutit sur l'avenue Napoléon Bonaparte à Rueil-Malmaison, non loin de l'échangeur du Duplex A86. La portion parcourue dans Garches se situe sur la rue de Buzenval, à cheval avec Saint-Cloud. Elle parcourt quelques centaines de mètres avant de basculer vers Rueil, à un rond-point où se détache la D 180B. La D 180A, quant à elle, se détache de la D 985 et court vers le sud sur la rue du Camp Canadien, puis passe sur la rue de la Porte Jaune pour ensuite se rattacher à la D 907, au sud de la commune. La D 180B est une courte antenne sur la rue du Colonel de Rochebrune et enfin la D 907, joignant la porte de Saint-Cloud à l'extrémité sud-ouest de Vaucresson, à la frontière entre les départements des Hauts-de-Seine et des Yvelines, traverse la partie sud de Garches d'est en ouest jusqu'au boulevard de la République, à proximité de l'hôpital Raymond Poincaré, la route passant sur la commune vaucressonnaise.
D'autre part, les axes routiers de Garches permettent de relier directement ou indirectement la commune aux villes avoisinantes, notamment celles de Saint-Cloud, Marnes-la-Coquette, Ville d'Avray, Vaucresson, Rueil-Malmaison, Boulogne-Billancourt et Suresnes.

L'axe vert majeur, piste cyclable départementale visant à relier l'ensemble des communes du département doit traverser l'ensemble de la commune, du parc de Saint-Cloud à Vaucresson. Bien que son tracé ait été adopté en 2017 par l'établissement public territorial Paris Ouest La Défense, la portion située sur la commune de Garches n'est pas réalisée, même partiellement.

#### Transports en commun

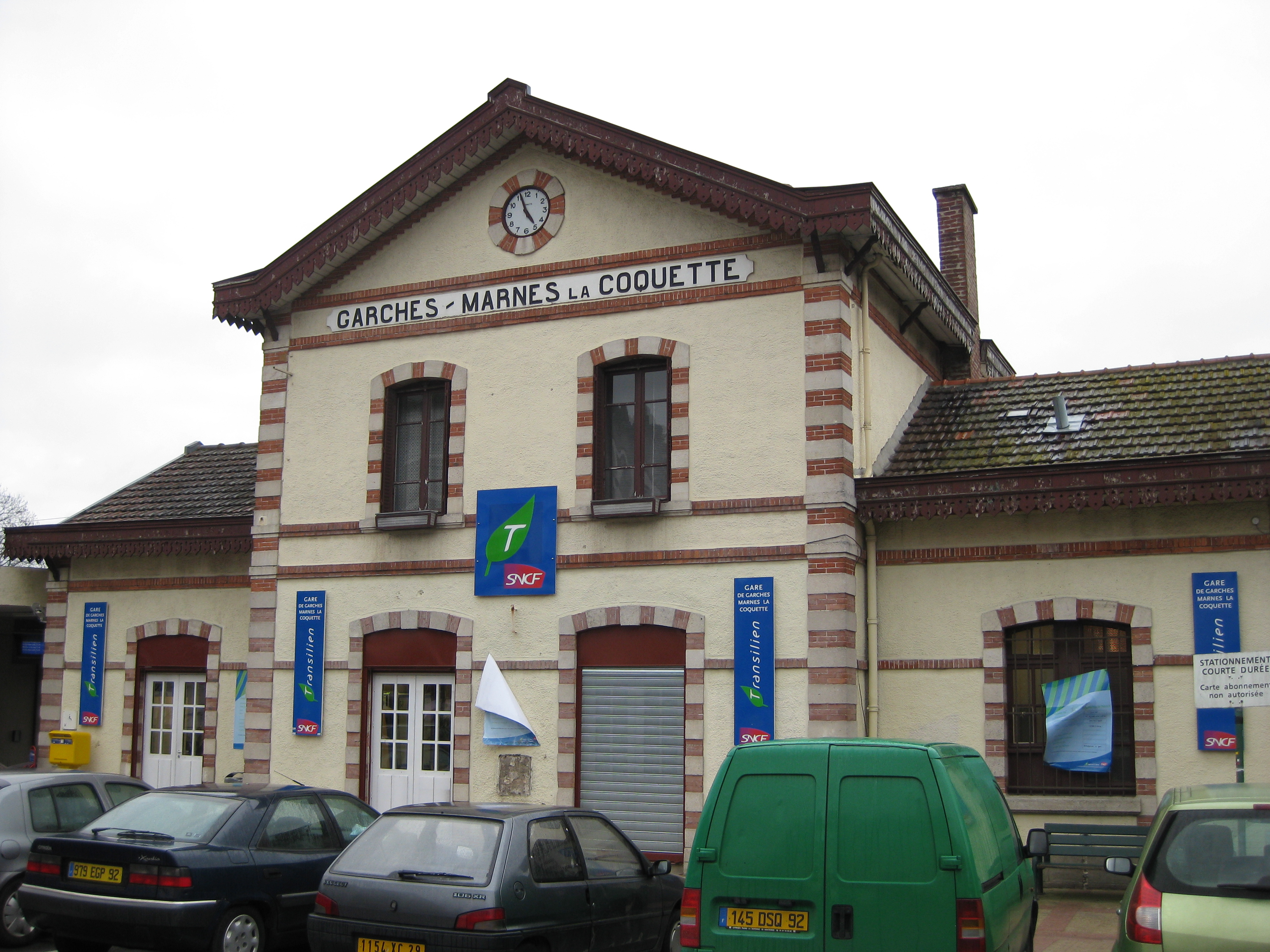
La gare de Garches - Marnes-la-Coquette.

Garches est reliée de plusieurs façons au réseau de transport de l'Île-de-France :
- par la gare de Garches - Marnes-la-Coquette située sur la ligne L du Transilien ;
- par les lignes 6209, 6280, 6284, 6285 et 6246 du Grand Versailles ;
- par les lignes 360, 426, 459 et 467 du réseau de bus RATP ;
- par la ligne 37 du réseau de bus Argenteuil - Boucles de Seine.

Garches met à la disposition des personnes à mobilité réduite un minibus :  L'autre bus.

## Toponymie
C'est dans un texte écrit en 1063 qu'apparaît pour la première fois la commune, sous le nom de Garziacus, Gargiæ. Dès le XIVe siècle, on trouve la forme actuelle Garches.
Ernest Nègre suggère le nom d'homme germanique Waracus suivi du suffixe -as. Albert Dauzat et Charles Rostaing y voient une variante du bien connu Guerche issu du francique *werki, ouvrage défensif.

## Histoire

### Préhistoire
Des traces d'habitats préhistoriques des époques paléolithique et néolithique ont été relevées au début du XXe siècle dans une sablière.

### Moyen Âge
Première mention du village en 1170.
L'église fondée par Robert de la Marche, fut, en 1297, la première dédiée à saint Louis, qui un an auparavant avait été canonisé.

### Temps modernes
Le territoire de Villeneuve-l'Étang, désormais appelé Marnes-la-Coquette, est séparé de Garches en 1702.
Accroissement du village au XVIIIe siècle, avec l'extension des vignobles.

### Époque contemporaine
Durant la guerre franco-allemande de 1870, le village est très endommagé lors du siège de Paris en 1870. Le 19 janvier 1871, le général Trochu et ses hommes livrent en vain les batailles de Montretout-Garches-Buzenval, ce qui anéantit une partie de la ville,.

Garches et la Guerre de 1870/71
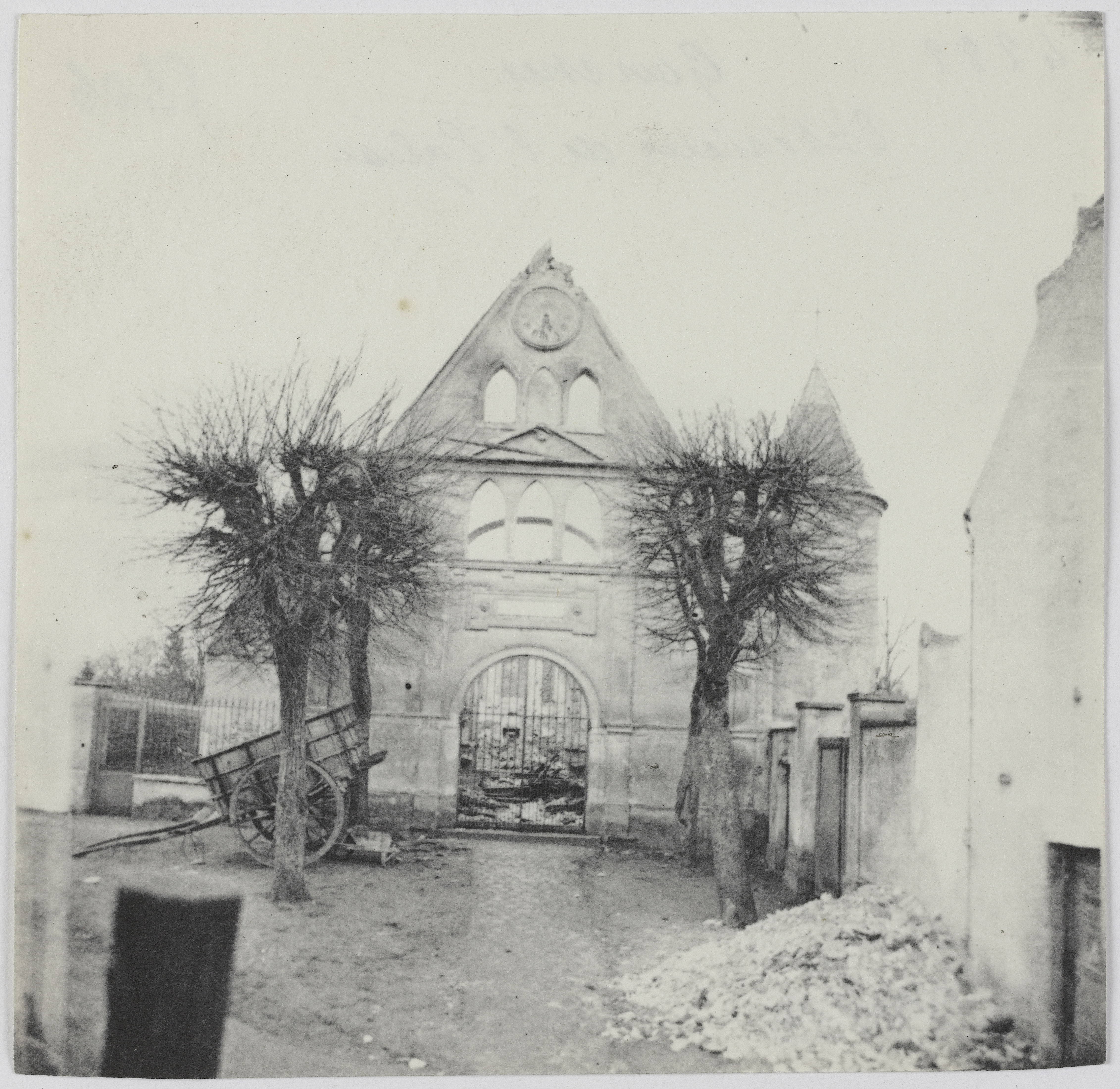
Ruine de l'église.
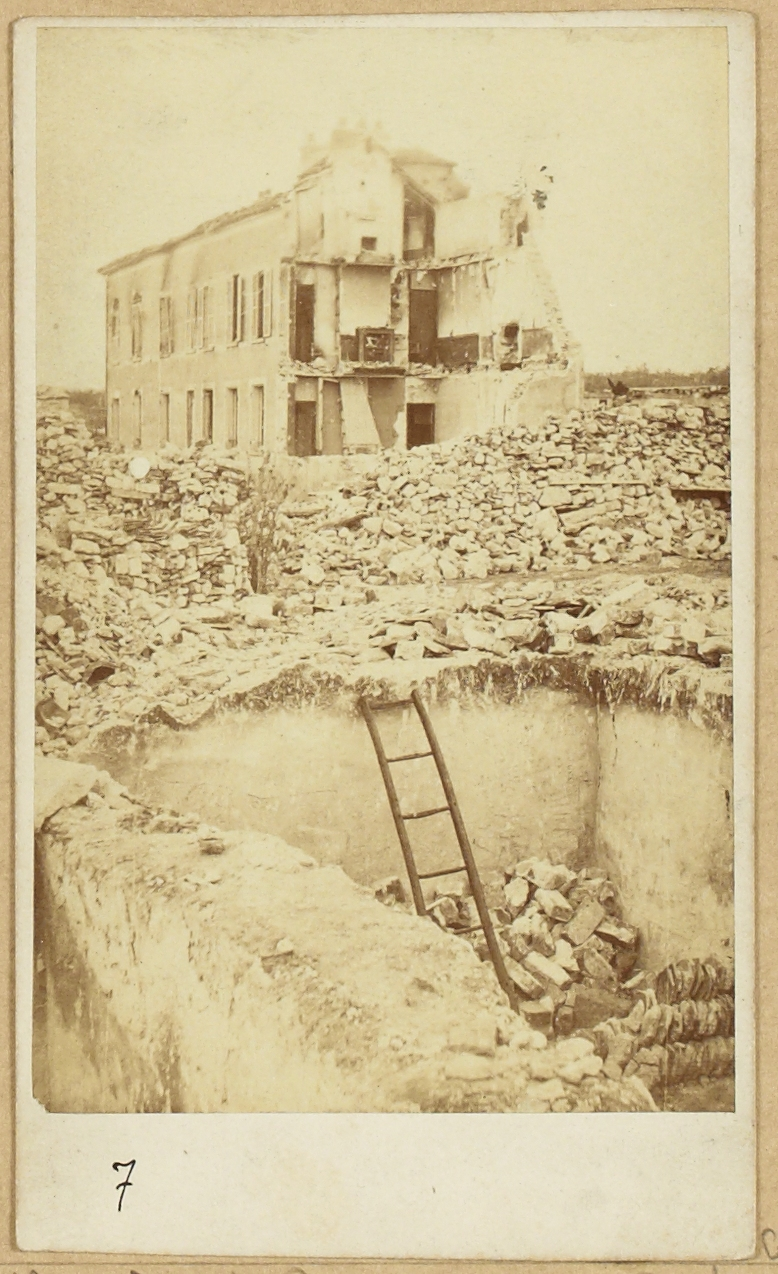
Baricade prissienne au pont de Garche.
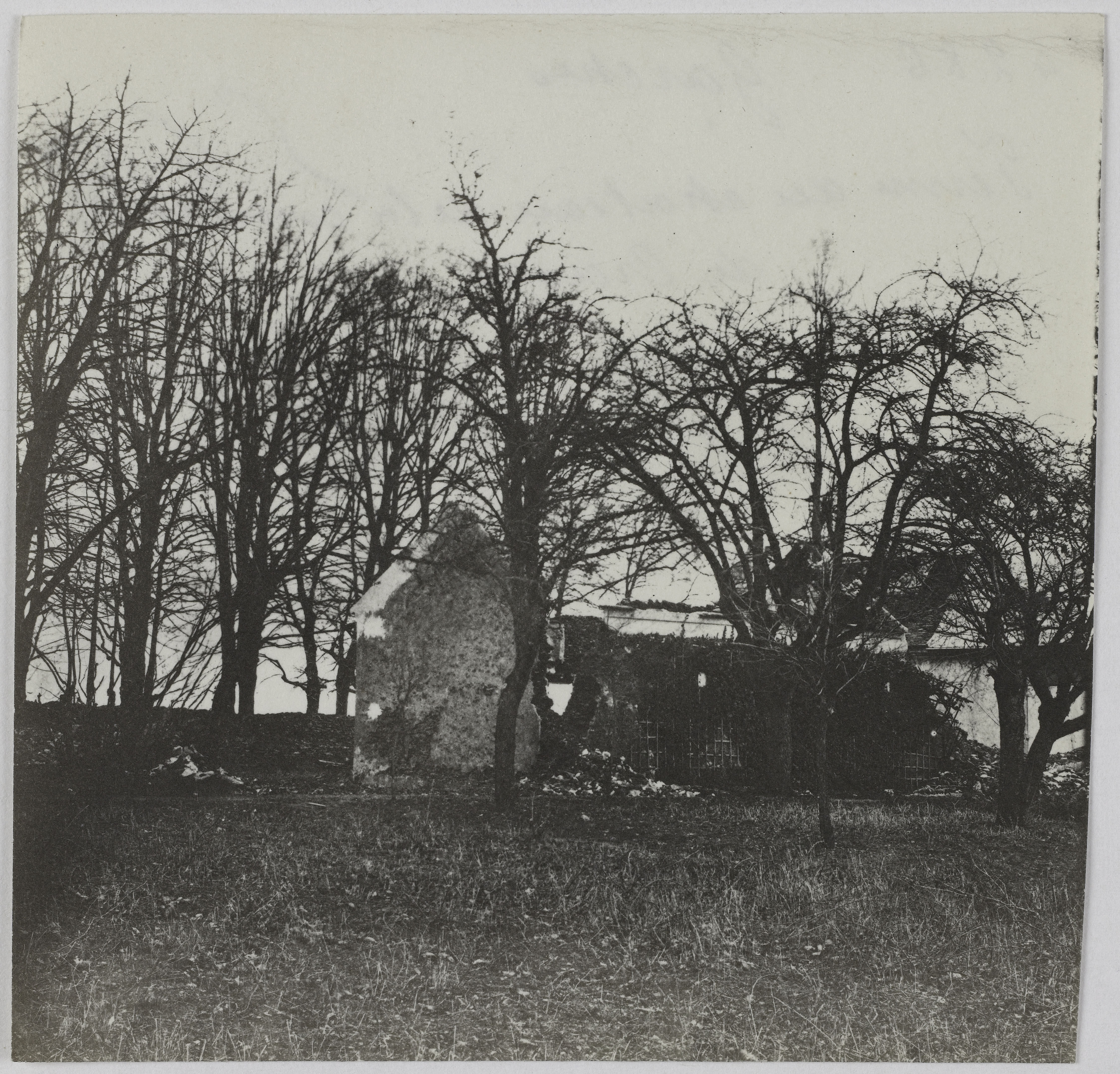
Ruines de la ferme du château de la comtesse de Craon.
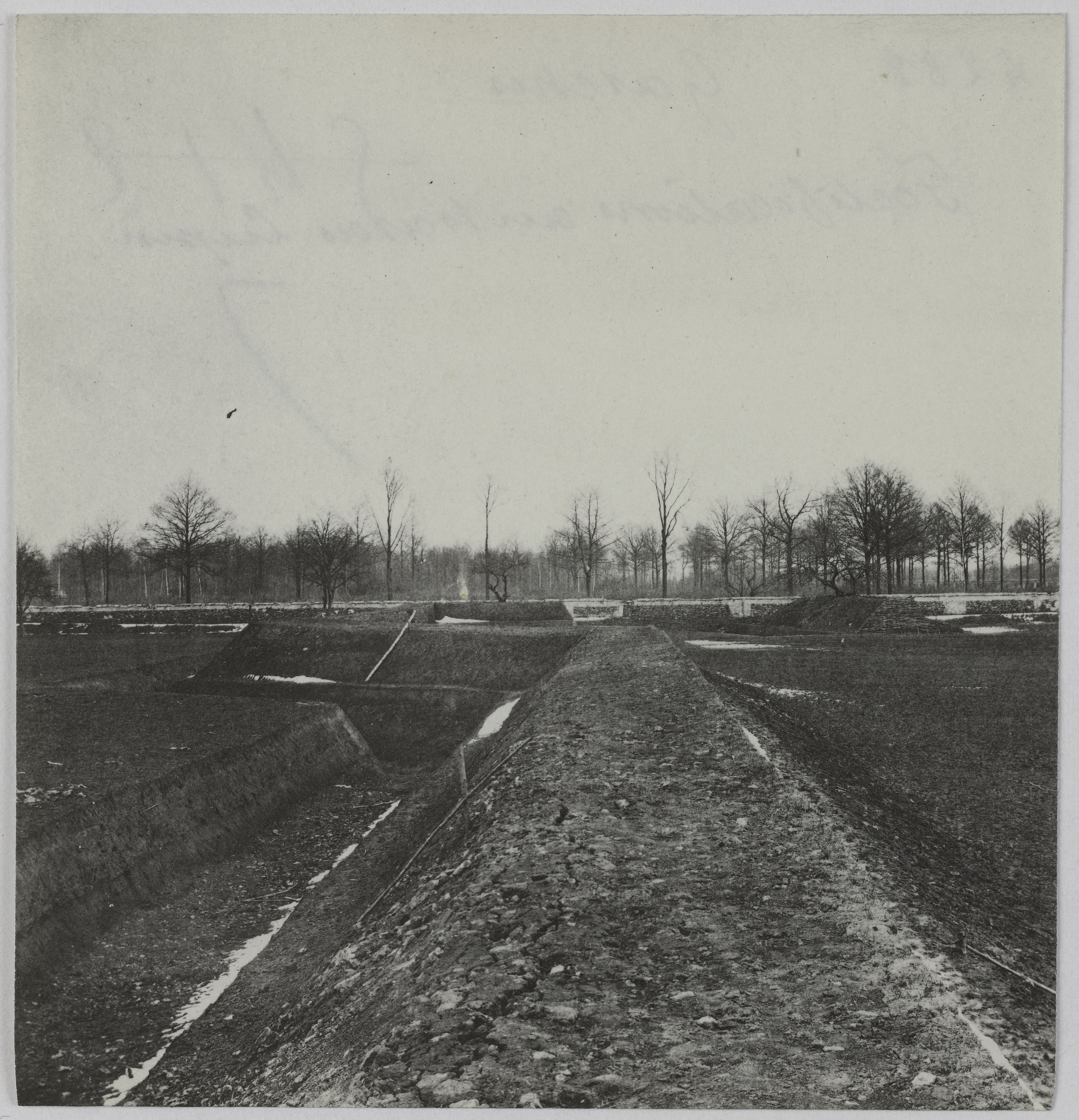
Fortifications au haras Lupin.

Arrivée du chemin de fer en 1884 et percement de la rue menant de la gare à l'église.
De nombreux lotissements sont aménagés dans la période 1875-1925.

Garches au tout début du XXe siècle
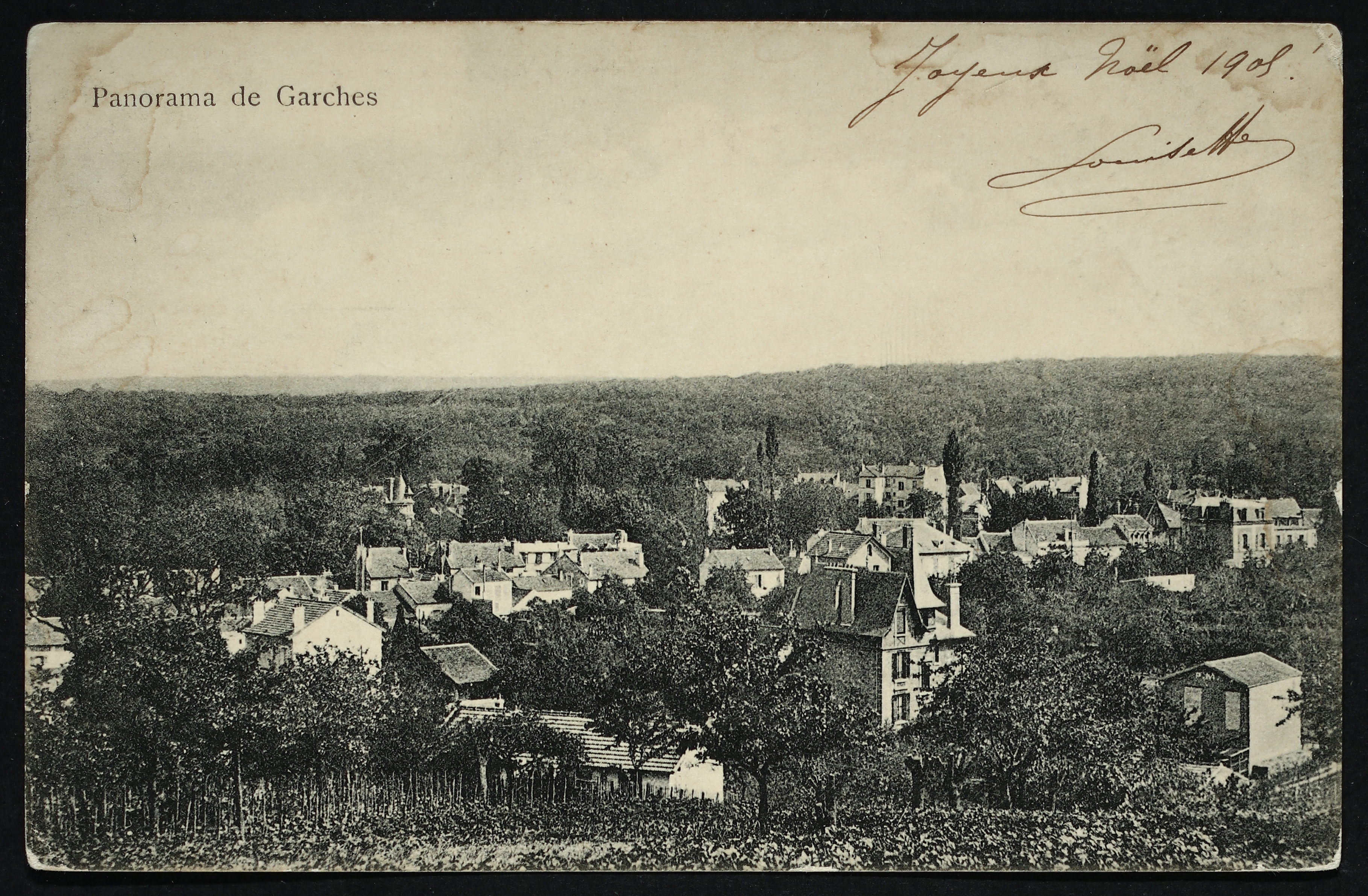
Panorama de la commune.
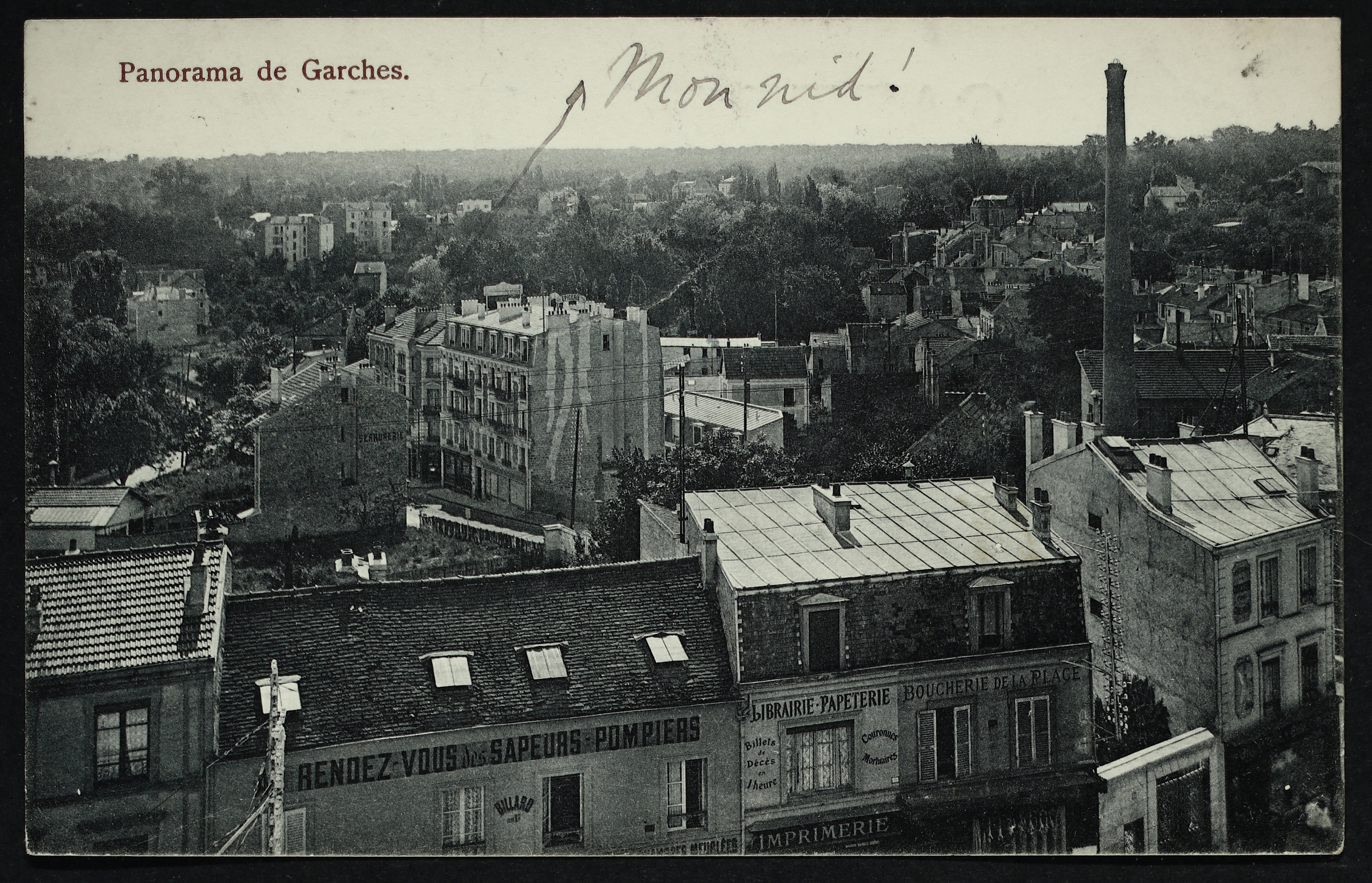
Autre panorama dee la commune.
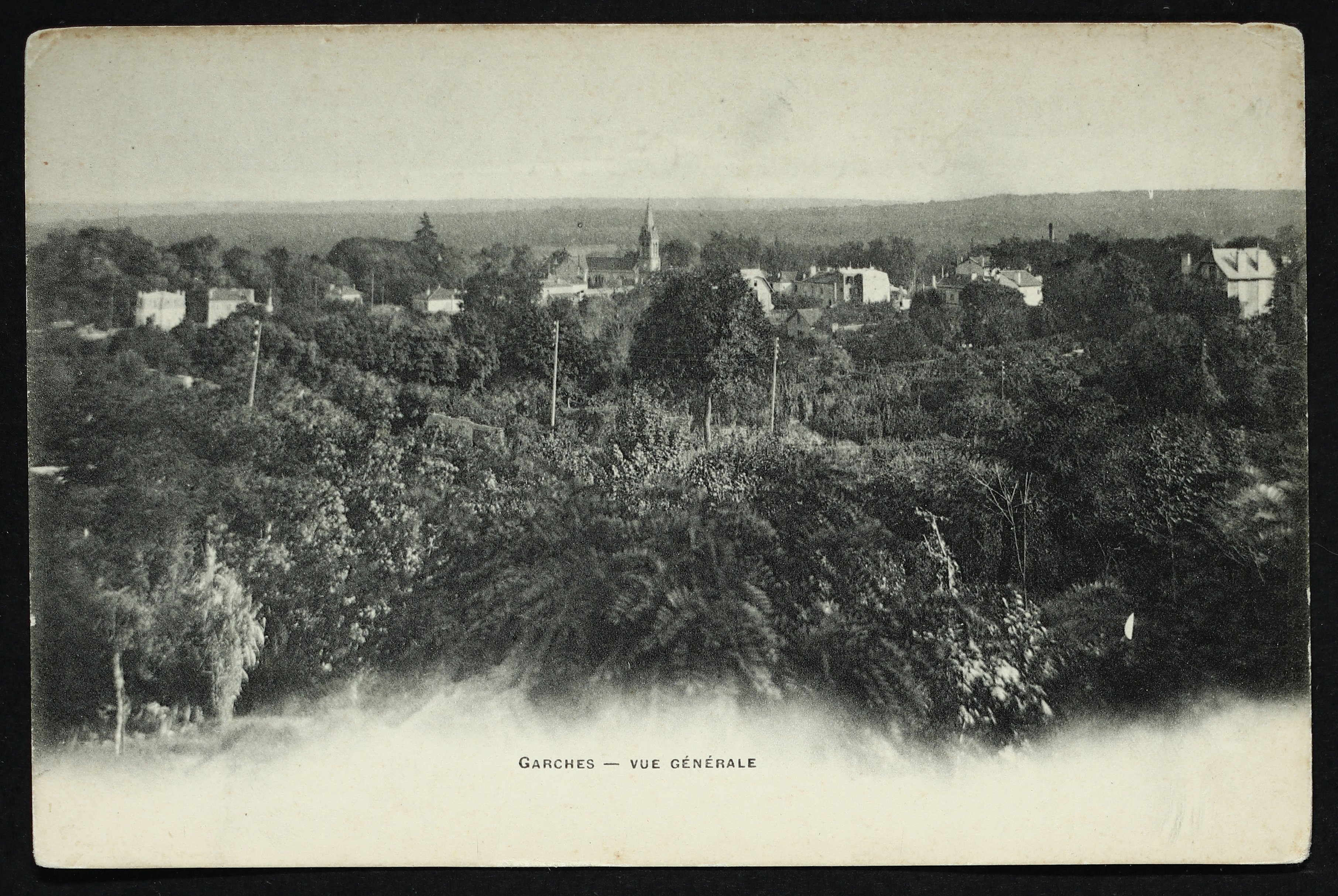
Vue générale.
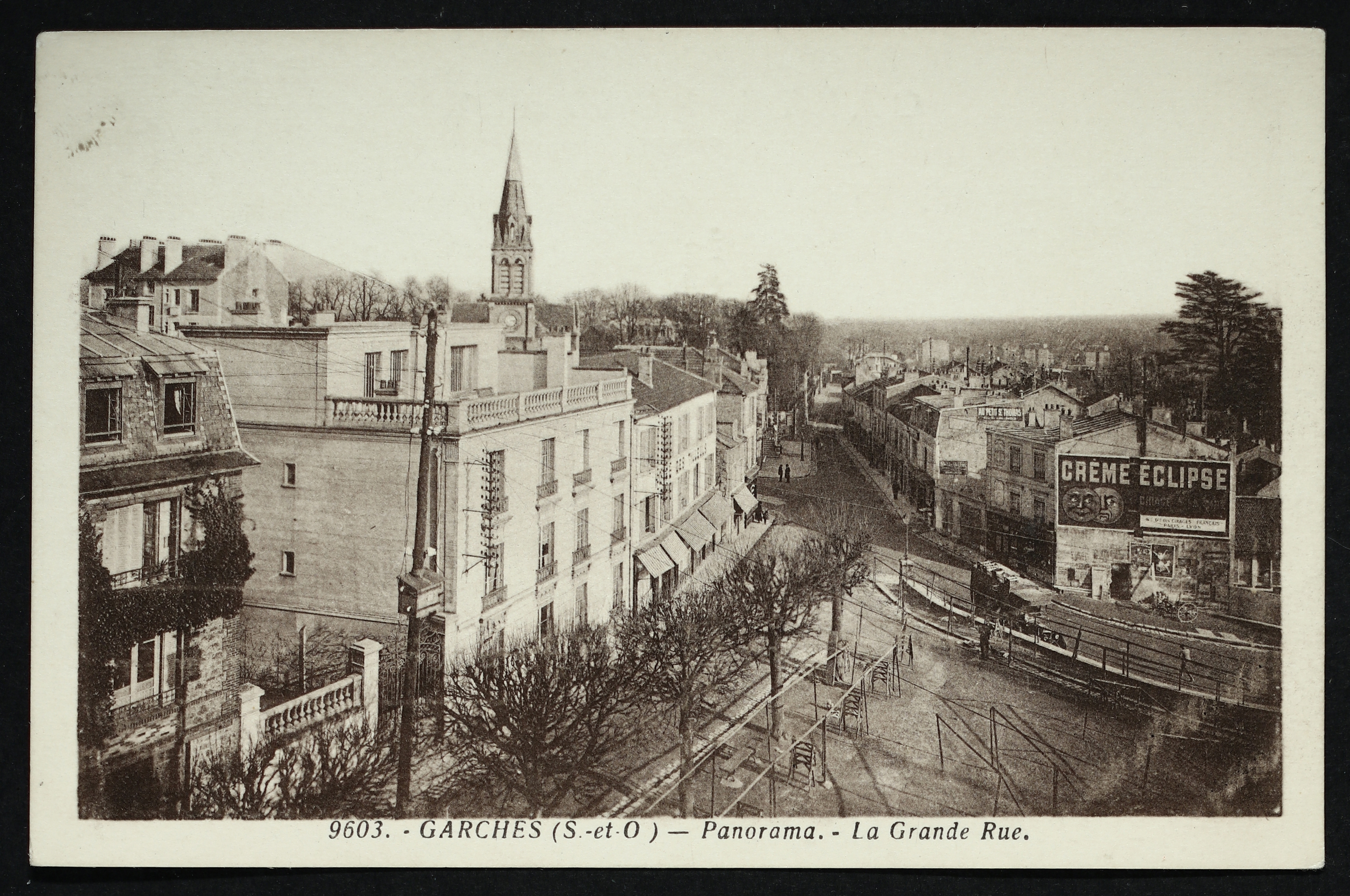
Panorama de la Grande-rue.
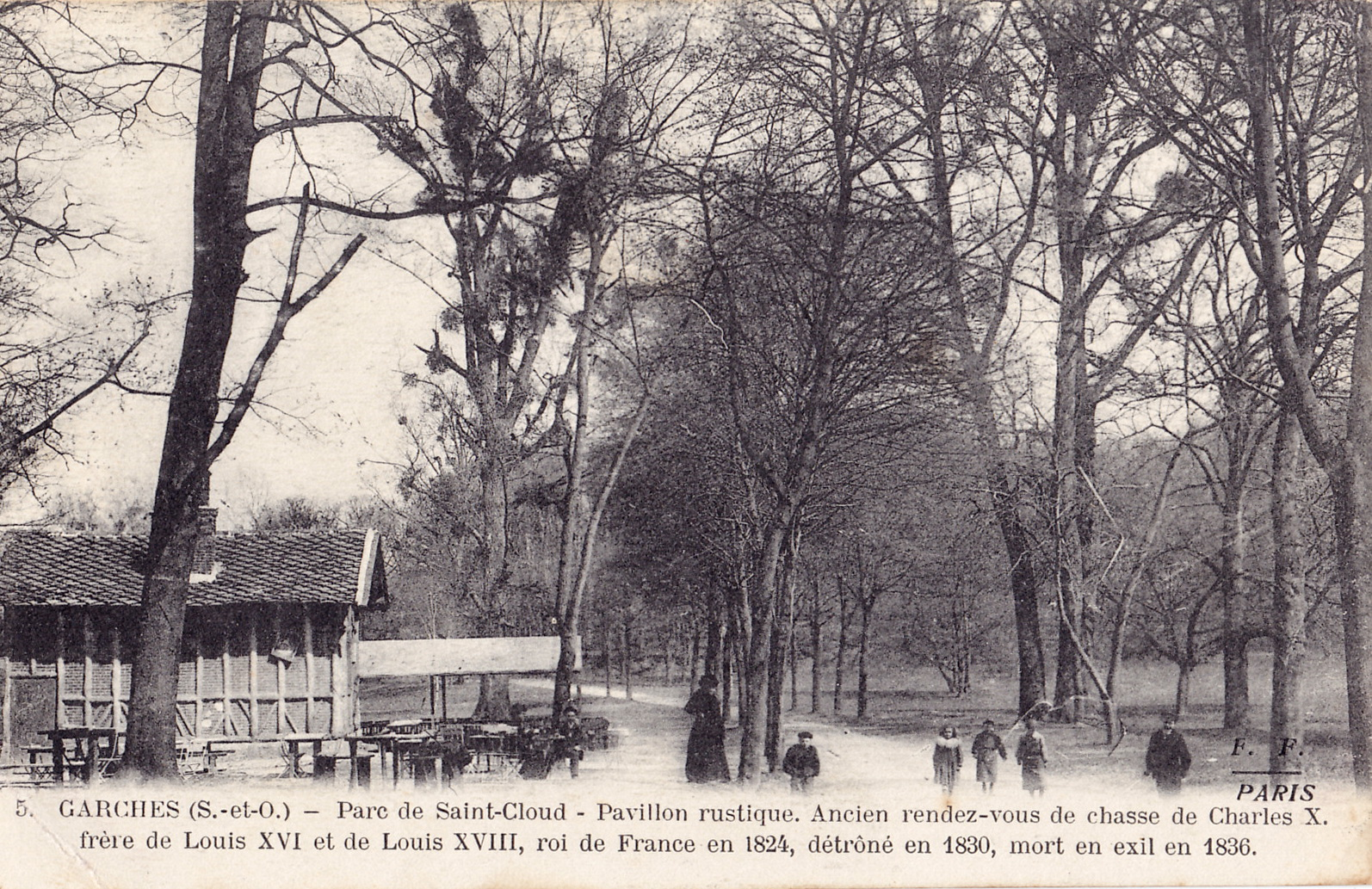
Ancien relais de chasse de Charles X dans le parc de Saint-Cloud.

## Politique et administration

### Rattachements administratifs et électoraux

#### Rattachements administratifs
Antérieurement à la loi du 10 juillet 1964, la commune faisait partie du département de Seine-et-Oise. La réorganisation de la région parisienne en 1964 fit que la commune appartient désormais au département des Hauts-de-Seine et à son arrondissement de Nanterre après un transfert administratif effectif au 1er janvier 1968.
Elle faisait partie de 1793 à 1964 du canton de Sèvres de Seine-et-Oise. Lors de la mise en place des Hauts-de-Seine, la ville devient en 1967 le chef-lieu du  canton de Garches. Dans le cadre du redécoupage cantonal de 2014 en France, cette circonscription administrative territoriale a disparu, et le canton n'est plus qu'une circonscription électorale.

#### Rattachements électoraux
Pour les élections départementales, la commune est membre depuis 2014 du canton de Saint-Cloud
Pour l'élection des députés, elle fait partie de la septième circonscription des Hauts-de-Seine.

### Intercommunalité
Avec Saint-Cloud et Vaucresson, Garches était membre de la communauté d'agglomération Cœur de Seine, un établissement public de coopération intercommunale (EPCI) à fiscalité propre créé en 2005 et auquel la commune avait transféré un certain nombre de ses compétences, dans les conditions déterminées par le code général des collectivités territoriales.
Dans le cadre de la mise en œuvre de la volonté gouvernementale de favoriser le développement du centre de l'agglomération parisienne comme pôle mondial est créée, le 1er janvier 2016, la métropole du Grand Paris (MGP), dont la commune est membre.
La loi portant nouvelle organisation territoriale de la République du 7 août 2015 prévoit également la création de nouvelles structures administratives regroupant les communes membres de la métropole, constituées d'ensembles de plus de 300 000 habitants, et dotées de nombreuses compétences, les établissements publics territoriaux (EPT).
La commune a donc également été intégrée le 1er janvier 2016 à l'établissement public territorial Paris Ouest La Défense, qui succède à la communauté d'agglomération Cœur de Seine.

### Élections municipales et communautaires

#### Élections les plus récentes
Au premier tour des élections municipales de 2014 dans les Hauts-de-Seine, la liste UMP menée par le maire sortant Jacques Gautier obtient la majorité absolue des suffrages exprimés, avec 5 228 voix (82,35 %, 31 conseillers municipaux élus dont 13 communautaires), devançant très largement celle PS menée par Françoise Guyot, qui a recueilli 1 120 voix (17,64 %, 2 conseillers municipaux élus dont 1 communautaire).
Lors de ce scrutin, 47,92 % des électeurs se sont abstenus. 
Lors du premier tour des élections municipales de 2020 dans les Hauts-de-Seine, la liste LR-LREM-UDI-MoDem-AE de la maire sortante Jeanne Bécart — qui avait succédé en 2019 à Jacques Gautier après sa démission — obtient la majorité absolue des suffrages exprimés, avec 3 189 voix (59,57 %, 27 conseillers municipaux élus dont 1 métropolitain, devançant très largement celles menées respectivement par : 
- Yves Menel (DVD-LR dissident, 1 461 voix, 27,29 %, 4 conseillers municipaux élus) ;
- Françoise Guyot (DVG-PS-EÉLV, 703 voix, 13,13 %, 2 conseillers municipaux élus) ;

lors d'un scrutin marqué par la pandémie de Covid-19 en France où 58,10 % des électeurs se sont abstenus.
Après des mois de tensions, de plaintes et des mouvements au sein du conseil municipal et la démission d'une partie des élus restant de la majorité municipale, des élections municipales partielles sont organisées en mars 2024, et, au second tour, la liste LR menée par la maire sortante Jeanne Bécart obtient  46,20 % des suffrages exprimés, devançant de 294 voix celle du DVD Yves Ménel, qui recueille 41,4 % des voix.

La troisième liste, PS, menée par Isabelle Le Madec, a obtenu 12,4 des voix loirs d'un  scrutin où 54,6 % des électeurs se sont abstenus.

#### Administration municipale
Compte tenu de la population de la commune, son conseil municipal est composé de 33 membres dont le maire et les maire-adjoints.

#### Liste des maires

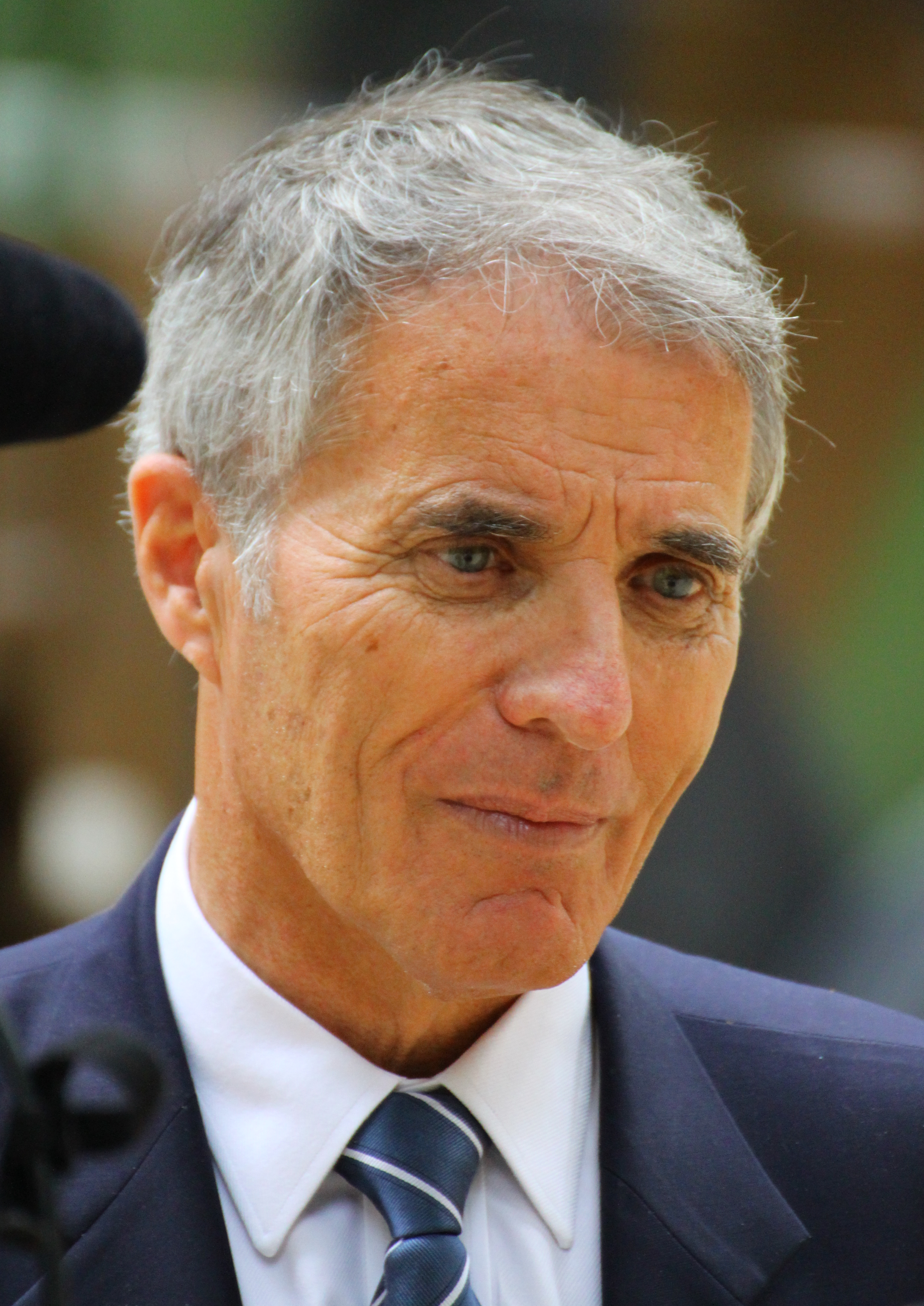
Jacques Gautier, maire de Garches de 1989 à 2019.

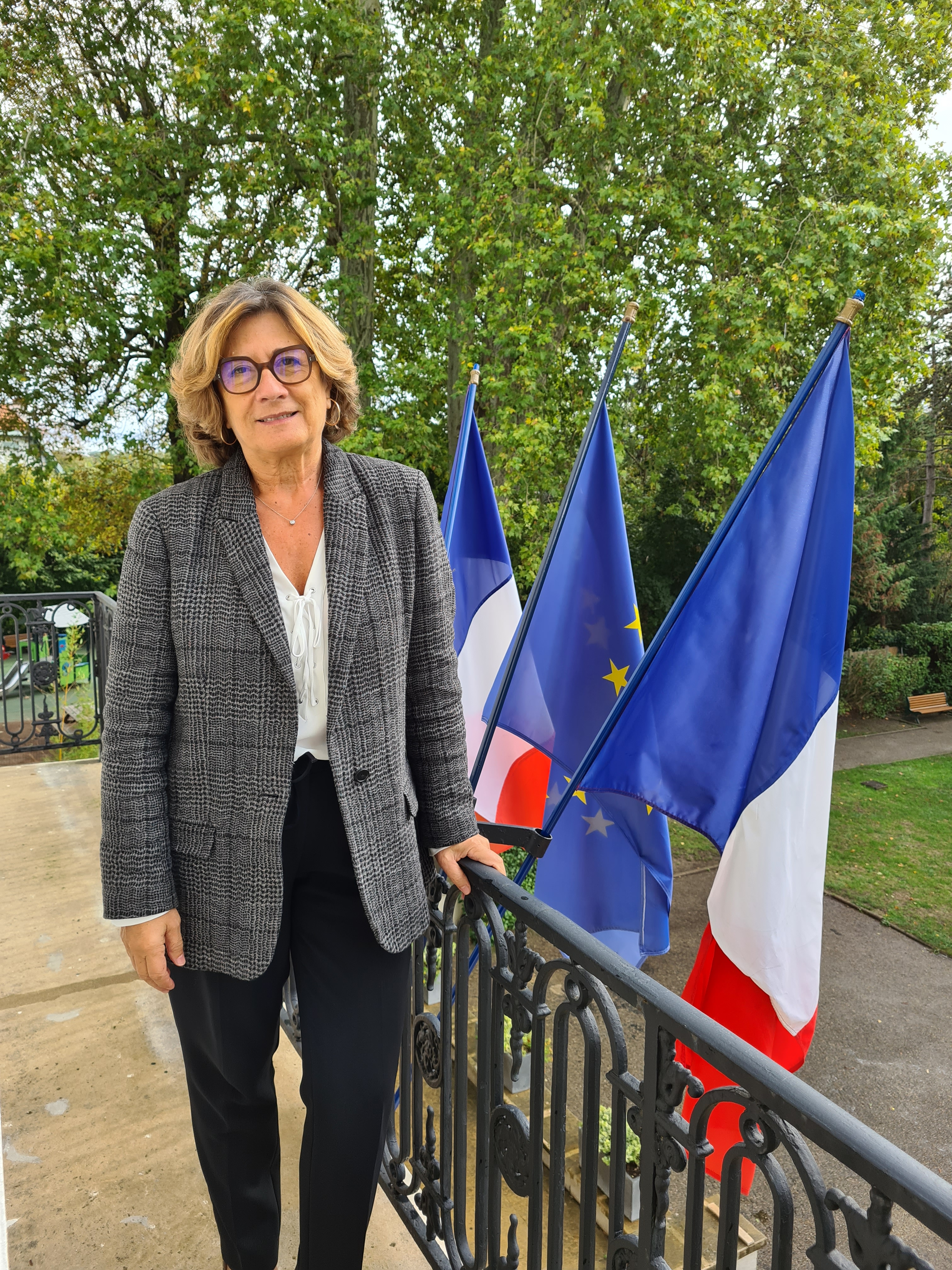
Jeanne Bécart, maire de Garches depuis avril 2019.

| Période      | Période                    | Identité           | Étiquette          | Qualité |
| ------------ | -------------------------- | ------------------ | ------------------ | --- |
| octobre 1944 | octobre 1945               | Léon Emile Bouchet |                    | |
| octobre 1945 | octobre 1947               | Jean-Pierre Isnard |                    | |
| octobre 1947 | mars 1959                  | Marcel Chappey     |                    | |
| mars 1959    | mars 1971                  | Joseph Le Rallec   | Rad.               | |
| mars 1971    | octobre 1973               | Pierre Gauthier    |                    | Ingénieur des Arts et Métiers |
| octobre 1973 | mars 1989                  | Yves Bodin         | SE, puis UDF       | Avocat Conseiller régional |
| mars 1989    | avril 2019                 | Jacques Gautier,   | RPR, puis UMP → LR | Conseiller d'entreprise Sénateur des Hauts de Seine (2011 → 2016) Conseiller général de Garches (1988 → 2007) Président de l'Établissement public d'aménagement de La Défense (? →2007) Vice-président de l'EPT Paris Ouest La Défense (2016 → 2019) Démissionnaire |
| avril 2019   | En cours (au 29 mars 2024) | Jeanne Bécart      | LR                 | Conseillère départementale de Saint-Cloud (2015 → ) Vice-présidente de l'EPT Paris Ouest La Défense (2019 → ) Réélue en 2024 après la démission d'une partie du conseil municipal                                                                                   |

### Autres élections
Au référendum sur le traité constitutionnel pour l’Europe du 29 mai 2005, les Garchois ont très majoritairement voté pour la Constitution européenne, avec 72,46 % de Oui contre 27,54 % de Non avec un taux d’abstention de 25,01 % (France entière : Non à 54,67 % - Oui à 45,33 %).
Lors du premier tour de l'élection présidentielle française de 2007, les quatre premiers candidats choisis par les électeurs de la commune sont Nicolas Sarkozy (49,78 % des suffrages exprimés), François Bayrou (21,24 %), Ségolène Royal (16,79 %) et Jean-Marie Le Pen (5,41 %).
Au second tour, le candidat élu Nicolas Sarkozy obtient 7 010 voix (70,02 %) et Ségolène Royal 3 002 voix (29,98 %), lors d'un scrutin où 12,98 % des électeurs se sont abstenus.
Lors du premier tour de l'élection présidentielle française de 2012, les quatre premiers candidats choisis par les électeurs de la commune sont Nicolas Sarkozy (49,38 % des suffrages exprimés), François Hollande (21,51 %), François Bayrou (11,43 %) et Marine Le Pen (8,14 %).
Au second tour, Nicolas Sarkozy recueille 6 574 voix (65,76 %) et le candidat élu François Hollande 3 423 voix (34,24 %) lors d'un scrutin où 16,03 % des électeurs se sont abstenus.
Lors du premier tour de l'élection présidentielle française de 2017, les quatre premiers candidats choisis par les électeurs de la commune sont  François Fillon (42,42 %) des suffrages exprimés), Emmanuel Macron (31,27 %), Jean-Luc Mélenchon (9,59 %) et Marine Le Pen 7,15 %. 
Au second tour, le candidat élu Emmanuel Macron obtient 7 770 voix (85,21 %) et Marine Le Pen 1349 voix (14,79 %), lors d'un scrutin où 21,40 % des électeurs se sont abstenus.
Lors du premier tour de l'élection présidentielle française de 2022, les quatre premiers candidats choisis par les électeurs de la commune sont Emmanuel Macron (45,84 % des suffrages exprimés), Jean-Luc Mélenchon (12,95 %), Valérie Pécresse (11,24 %) et Marine Le Pen (9,56 %). 
Au second tour, le candidat élu Emmanuel Macron obtient 7 407 voix (79,55 %) et Marine Le Pen 1 904 voix (20,45 %), lors d'un scrutin où 23,13 % des électeurs se sont abstenus.

### Jumelages
Au 1er juillet 2016, Garches est jumelée avec :
- Gröbenzell (Allemagne) depuis 1994[56].

La cérémonie officielle de jumelage avec cette ville allemande située à une vingtaine de kilomètres de Munich s'est déroulée le 18 septembre 1994.

## Équipements et services publics

### Enseignement
Garches est située dans l'académie de Versailles.

#### Établissements scolaires
La ville administre trois écoles maternelles : Pasteur-Maternelle, Saint-Exupéry ; ... et trois écoles élémentaires communales : Pasteur-A, Pasteur-B, et Gaston-Ramon. Elle dispose par ailleurs d'une école privée catholique : l'école Jean-Paul-II. Le département gère un collège, le collège Henri-Bergson.

### Santé

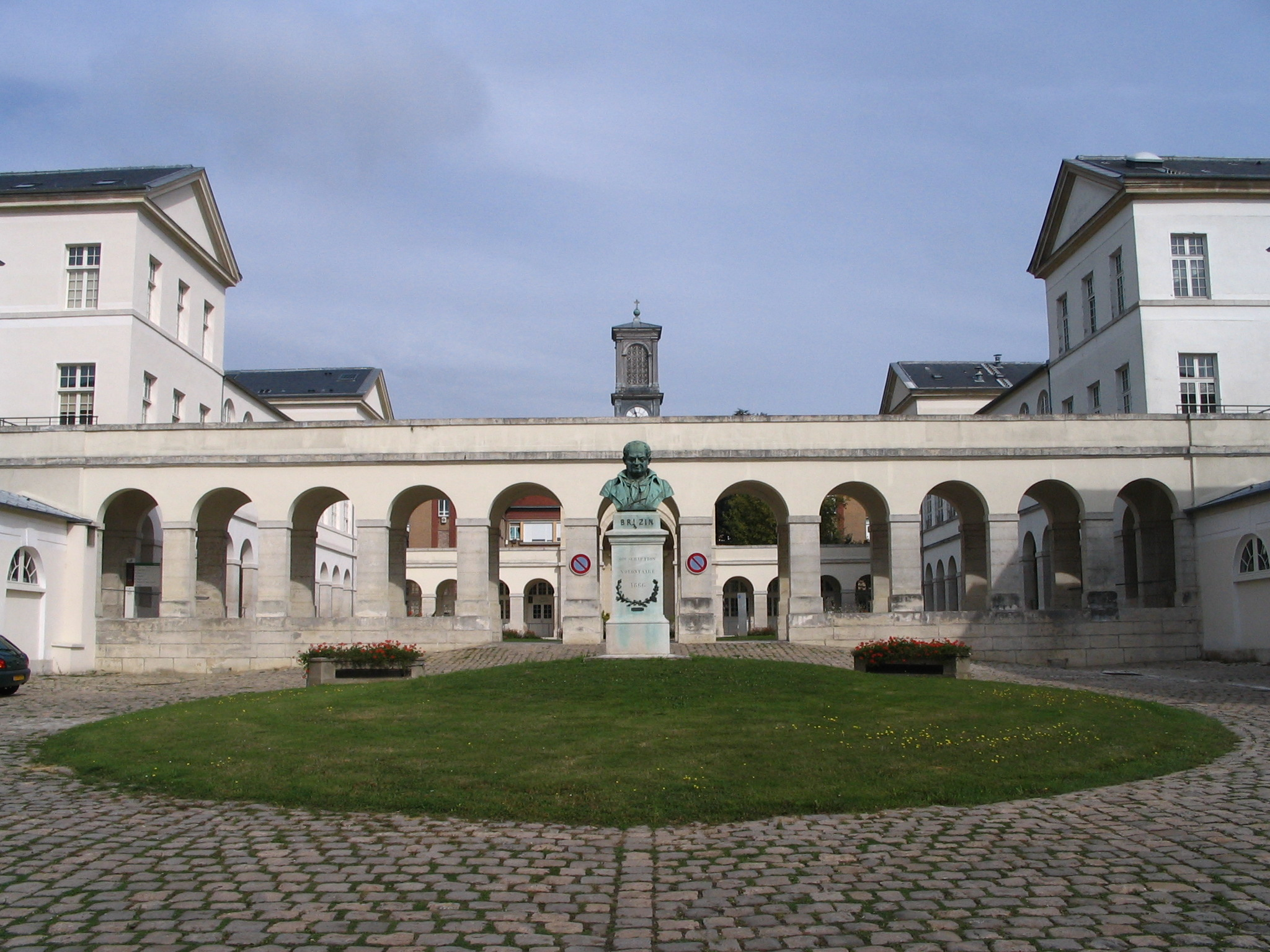
L’hôpital Raymond-Poincaré.

Le 18 janvier 2021, la municipalité a obtenu l'accord de la préfecture des Hauts-de-Seine pour accueillir l'un des 12 centres de vaccination initialement prévus dans les villes du département, dans le cadre de la pandémie de Covid-19. Rapidement, de nombreux professionnels de santé (infirmières et médecins) se sont mobilisés pour assurer la vaccination du plus grand nombre, en partenariat avec les sections locales de la Croix-Rouge et de la Protection civile.
La ville a également été pilote pour la vaccination à domicile des personnes handicapées et / ou isolées qui se trouvaient dans l'incapacité de faire le déplacement jusqu'au centre de vaccination installé au sein de la médiathèque Jacques-Gautier.
- L’hôpital Raymond-Poincaré, le centre national de traitement des séquelles de la polio.

### Justice, sécurité, secours et défense
Elle dépend pour la police nationale, du commissariat de Saint-Cloud qui couvre les communes de Garches, Marnes-la-Coquette, Saint-Cloud et Vaucresson.
Garches relève du tribunal d'instance ainsi que du tribunal de police de Boulogne-Billancourt.

## Population et société

### Démographie

#### Évolution démographique
L'évolution du nombre d'habitants est connue à travers les recensements de la population effectués dans la commune depuis 1793. Pour les communes de plus de 10 000 habitants les recensements ont lieu chaque année à la suite d'une enquête par sondage auprès d'un échantillon d'adresses représentant 8 % de leurs logements, contrairement aux autres communes qui ont un recensement réel tous les cinq ans,.

En 2022, la commune comptait 17 705 habitants, en évolution de +0,24 % par rapport à 2016 (Hauts-de-Seine : +2,75 %, France hors Mayotte : +2,11 %).
| 1793 | 1800 | 1806 | 1821 | 1831 | 1836 | 1841  | 1846  | 1851  |
| ---- | ---- | ---- | ---- | ---- | ---- | ----- | ----- | ----- |
| 602  | 605  | 680  | 670  | 794  | 976  | 1 120 | 1 210 | 1 256 |

| 1856  | 1861  | 1866  | 1872  | 1876  | 1881  | 1886  | 1891  | 1896  |
| ----- | ----- | ----- | ----- | ----- | ----- | ----- | ----- | ----- |
| 1 339 | 1 443 | 1 455 | 1 235 | 1 366 | 1 607 | 1 837 | 2 040 | 2 602 |

| 1901  | 1906  | 1911  | 1921  | 1926  | 1931  | 1936  | 1946  | 1954   |
| ----- | ----- | ----- | ----- | ----- | ----- | ----- | ----- | ------ |
| 3 333 | 3 847 | 4 307 | 5 529 | 6 473 | 7 377 | 7 472 | 8 828 | 10 447 |

| 1962   | 1968   | 1975   | 1982   | 1990   | 1999   | 2006   | 2011   | 2016   |
| ------ | ------ | ------ | ------ | ------ | ------ | ------ | ------ | ------ |
| 13 244 | 14 217 | 17 998 | 18 094 | 17 957 | 18 036 | 18 210 | 18 118 | 17 663 |

| 2021   | 2022   | - | - | - | - | - | - | - |
| ------ | ------ | - | - | - | - | - | - | - |
| 17 898 | 17 705 | - | - | - | - | - | - | - |

#### Pyramide des âges
En 2018, le taux de personnes d'un âge inférieur à 30 ans s'élève à 34,1 %, soit en dessous de la moyenne départementale (38,4 %). À l'inverse, le taux de personnes d'âge supérieur à 60 ans est de 24,8 % la même année, alors qu'il est de 20,0 % au niveau départemental.
En 2018, la commune comptait 8 384 hommes pour 9 378 femmes, soit un taux de 52,80 % de femmes, légèrement supérieur au taux départemental (52,41 %).
Les pyramides des âges de la commune et du département s'établissent comme suit.
| Hommes | Classe d’âge | Femmes |
| ------ | ------------ | ------ |
| 0,7    | 90 ou +      | 2,1    |
| 7,8    | 75-89 ans    | 10,1   |
| 13,9   | 60-74 ans    | 14,8   |
| 22,9   | 45-59 ans    | 22,0   |
| 18,2   | 30-44 ans    | 19,0   |
| 17,5   | 15-29 ans    | 14,7   |
| 19,0   | 0-14 ans     | 17,4   |

| Hommes | Classe d’âge | Femmes |
| ------ | ------------ | ------ |
| 0,6    | 90 ou +      | 1,6    |
| 5,2    | 75-89 ans    | 7,2    |
| 12,1   | 60-74 ans    | 13,5   |
| 19,3   | 45-59 ans    | 19,4   |
| 22,6   | 30-44 ans    | 21,9   |
| 20,2   | 15-29 ans    | 18,9   |
| 19,9   | 0-14 ans     | 17,4   |

Au 1er juillet 2005, le nombre de ménages était de 17959, en augmentation de 363 par rapport à 1999. La part des ménages dont la personne de référence est active est de 71 %, et le nombre moyen de personnes par ménage était de 2,4.[Passage à actualiser]

### Manifestations culturelles et festivités

#### JEMA 2021
En 2021, pour la première fois, la ville de Garches participe  aux Journées européennes des métiers d'arts, les 10 et 11 avril. Intitulé « Reprendre la main : de l’art à l’artisanat, la création en métiers », le projet de la ville permet  au public de découvrir sur le site municipal et les réseaux sociaux le savoir-faire d’artisans d’art garchois (ébéniste, peintre en décoration, restauratrice de tableaux…) mais aussi le travail des élèves et des professeurs de cordonnerie / botterie de l'EREA Jean-Monnet, tout en s’informant des formations aux métiers de l’artisanat.

#### Concours photo sur le patrimoine
En 2014, le Collectif Coteaux de Seine associations qui regroupe 11 associations des 5 communes : Garches mais aussi Marnes-la-Coquette, Saint-Cloud, Vaucresson et Ville-d'Avray organise un concours photo jusqu'au 10 janvier 2015 pour faire découvrir la richesse du patrimoine local ; patrimoine bâti et naturel

### Sports et loisirs
En 2010, le club EPAM, par l'intermédiaire des patineurs Pierre Mériel et Prescillia Henneguelle, ramène des championnats d'Europe et du championnat du monde, en catégorie Junior, la première médaille d'or française en couple danse.
La municipalité a mis en place des séances de sport gratuites et accessibles à tous sans inscription, les samedis matin. Initialement, ces séances se déroulaient dans le parc Jacques-Chirac, situé devant la mairie. Elles se déroulent désormais sur le stade Léo-Lagrange.

### Cultes
Les Garchois disposent de lieux de culte catholique.
Depuis janvier 2010, les fidèles catholiques de Garches relèvent du doyenné des Collines, l'un des neuf doyennés du diocèse de Nanterre.
Au sein de ce doyenné, le lieu de culte catholique est l'église Saint-Louis qui relève de la paroisse Saint-Louis,.

## Économie

### Revenus de la population et fiscalité
En 2010, le revenu fiscal médian par ménage était de 47 599 €, ce qui plaçait Garches au 490e rang parmi les 31 525 communes de plus de 39 ménages en métropole.

## Culture locale et patrimoine

### Lieux et monuments
La commune comprend de nombreux monuments répertoriés à l'inventaire général du patrimoine culturel de la France.
| Intitulé                                                   | Ensemble classé | Ensemble inscrit |
| ---------------------------------------------------------- | --------------- | ---------------- |
| Ancien hospice Brézin : ensemble des bâtiments et chapelle |                 | x                |
| Intitulé                                                   | Monument classé | Monument inscrit |
| Villa de M. Nubar par A. Perret, 75 rue du 19-Janvier      |                 | x                |
| Intitulé                                                   | Site classé     | Site inscrit     |
| Jardins et laboratoires du Docteur-Debat                   |                 | x                |
| Bois de Fausses-Reposes                                    |                 | x                |
| Domaine de Saint-Cloud avec le parc de Villeneuve-l'Etang  | x               |                  |
| Hippodrome de Saint-Cloud                                  | x               |                  |
| Source : Iaurif                                            |                 |                  |

- L'église Saint-Louis : 
La construction de cette église a démarré dès la canonisation de saint Louis en 1298, comme en témoigne la plaque commémorative à l'entrée de l'église[75]. C’est la première église en France à être consacrée à saint Louis[76]. L'église d'origine, construite en 1209 a été partiellement détruite en 1871 lors de la bataille de Buzenval. Reconstruite en 1876 par l'architecte Blondel et l'entrepreneur Tillet, c’est l’église que l’on voit aujourd’hui. Le cimetière qui lui était accolé fut déplacé en 1930. La restauration de l’église a débuté en 1980 par les vitraux du 19e puis en 1983 par la restauration de l’orgue d’origine, totalement rénové et agrandi. La flèche a été reconstruite en 1988, la croix a été bénie en 1989, le tympan sculpté en 1990, la rénovation de l’intérieur en 1995 suivie de celle des façades[77]. Une cloche, datée de 1787, a été classée à l'inventaire des monuments historiques le 27 avril 1944[78].

- La maison de Louis Pasteur : 
En 1884, Louis Pasteur utilisa une propriété de Villeneuve-l'Étang pour ses recherches. Aujourd'hui, cette propriété est une annexe de l'Institut Pasteur et se trouve sur le territoire voisin de la commune de Marnes-la-Coquette.
- Monument commémoratif des combats de 1871 : 
Le nord de Garches a été marqué par les combats du 19 janvier 1871, lorsque les Parisiens assiégés ont tenté de forcer le blocus allemand pour rejoindre les troupes françaises de Versailles. Des monuments commémorent cet évènement, rue du 19-Janvier et rue du Colonel-de-Rochebrune.
- L'école l'école primaire Pasteur-B : 
Ses bâtiments ont été construits en 1907 par L. Larlat, architecte communal et par Beaudoin, entrepreneur, et surélevés d'un étage en 1908 ; les préaux ont été supprimés en 1930[79].
- L'ancien hospice Brézin : 
Les bâtiments de l'école primaire Pasteur-B ont été construits en 1836. Les façades et toitures de l'ensemble des bâtiments ainsi que la chapelle ont été classées à l'inventaire des monuments historiques le 28 septembre 1978[80].
Il convient de ne pas confondre ces bâtiments avec ceux de l'hospice de la Reconnaissance, construit entre 1837 et 1846 par Pierre Gauthier, prix de Rome, sur un terrain et avec des fonds légués à l'Assistance publique par Michel Brézin. L'hospice est transformé en hôpital et de 1932 à 1936 puis l'hôpital Raymond-Poincaré est construit à l'arrière et à l'est de l'hospice[81]. Le nom du président de la République Raymond Poincaré, président du 18 février 1913 au 18 février 1920 et président du Conseil des ministres après cette date, décédé le 15 octobre 1934 à Paris 16e lui a été donné.
- Le parc du domaine des Quatre-Vents : 
Ce parc, situé 29 bis rue du 19-Janvier, présente des jardins remarquables[82].
- Fondation Casimir Davaine : 
Cette maison, situé 23 avenue de Brétigny, a été construite entre 1870 et 1880 pour Casimir Joseph Davaine (1812-1882), biologiste émérite, précurseur de Pasteur. Elle a été léguée en 1891 par la veuve de Davaine à l'Assistance publique pour y créer un centre de convalescence pour filles entre 4 et 12 ans de toute religion[83].
- Cité ouvrière du Docteur-Debat : 
Cette cité, située 151-153 rue de Buzenval, a été construite à proximité du laboratoire Debat de 1947 à 1956 par l'architecte René Crevel. Elle comprend sur deux hectares une salle des fêtes, une garderie d'enfants, un tennis et une vingtaine de maisons pour loger cinquante familles du personnel du laboratoire. Certaines maisons sont ornées de fresques exécutées en 1954 par Clément Serveau[84].
- Cimetière de Garches

- L'Ange volant, villa de style italien de Gio Ponti.

### Héraldique, logotype et devise
| Blason de Garches | Blason  | D'argent à la croix pattée de gueules cantonnée en chef à dextre d'une feuille de vigne de sable, en chef à senestre et en pointe à dextre d'un mur plein maçonné de sable, en pointe à senestre d'une feuille de chêne de sable, sur le tout d'azur à la fleur de lys d'or. |
| Blason de Garches | Détails | L'azur à la fleur de lys d'or fait référence à saint Louis, roi de France, et patron de la paroisse de Garches. La croix pattée de gueules est une référence aux croisades auxquelles il a participé. Les deux murs maçonnés de sable font référence aux deux briqueteries ayant été établies sur la ville. La feuille de vigne rappelle les nombreuses vignes présentes au XIXe siècle et la feuille de chêne rappelle les forêts des alentours. Le statut officiel du blason reste à déterminer. |

## Pour approfondir